# Iñaki de la Parra

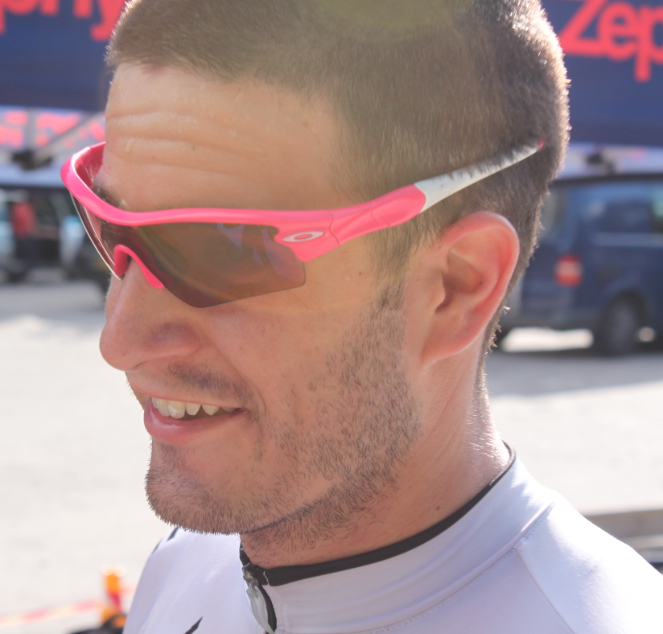
Iñaki de la Parra, atleta mexicano de ultraresistencia. Campeón Mundial del Ultraman Hawái 2016, campeón del Ultraman UK 2012 y subcampeón del Ultraman Florida 2014

Iñaki de la Parra (12 de abril de 1983) es un atleta mexicano, entrenador de triatlón y emprendedor. Participa en diversas competiciones de ultraresistencia que involucran natación, ciclismo y/o carrera. Es conocido en el ambiente internacional de ultraresistencia como "The Bull" (El Toro) por su fisonomía atípica para un ultrafondista.
Proviene de una amplia trayectoria deportiva como pelotari de jai alai por más de 10 años y como peleador profesional de Muay thai por más de 5 años. Ha sido finalista de diversos triatlones de medias y largas distancias. Participó también en el automovilismo como piloto e instructor.
En septiembre de 2012 se convirtió en el primer y único mexicano en competir y ganar en primer lugar el Ultraman UK, nadando 10 km, pedaleando en bicicleta 420 km y corriendo 84 km, además de ganar en primer lugar absoluto las dos primeras etapas de la competencia, convirtiendo su debut dentro de las ultradistancias en una promesa deportiva para México.
En febrero de 2014 conquistó el subcampeonato del Ultraman Florida, a pesar de sufrir una fuerte caída que le ocasionaría una contusión cerebral en la segunda etapa de ciclismo.
Iñaki puntualizó en diversas ocasiones que su principal objetivo deportivo en la ultradistancia era convertirse en el campeón Mundial de Ultraman que se celebra en Hawái, para antes del año 2016. 
Después de su primera participación en el Campeonato del Mundo de Ultraman en 2015 que apenas logró terminar compitiendo enfermo; regresó en 2016 y se coronó campeón del mundo en Hawái.
Durante su carrera entrenó la mayor parte del tiempo en la Ciudad de México, Estados Unidos, Canadá y Polonia. 
Es expresidente y cofundador de Fundación Donar VIDA AC, creada en septiembre de 2010 con la finalidad de promover la cultura de donación de órganos en México a través del deporte.
Estudió Ingeniería Química en la Universidad Iberoamericana, un MBA en el Instituto Tecnológico Autónomo de México y un Master in Global Management en Tulane University. Se desarrolló en el ambiente empresarial dentro de la industria alimenticia y de productos de consumo masivo. Conjuntamente ha ejercido como entrenador de atletas novatos, intermedios y avanzados en México y Polonia.